# Man met het ijzeren masker

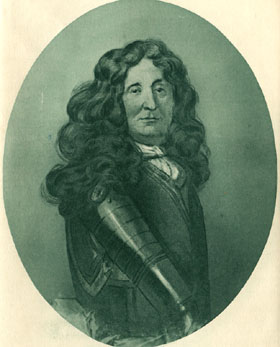
Bénigne Dauvergne de Saint-Mars, de eerste gevangenbewaarder van de beroemde gevangene.

De man met het ijzeren masker was een gevangene die in een aantal gevangenissen, waaronder de Bastille, werd vastgehouden tijdens de regering van Lodewijk XIV van Frankrijk. Over de identiteit van deze persoon is uitvoerig gespeculeerd, hoofdzakelijk omdat niemand ooit zijn gezicht heeft gezien doordat hij steeds een zwart fluwelen masker droeg. In verhalen van Voltaire werd er een ijzeren masker van gemaakt.

## Historisch

### De gevangene
De enige feiten die over deze gevangene bekend zijn worden gevormd door correspondentie tussen zijn gevangenbewaarder en diens meerderen in Parijs.
De eerste berichten over de gemaskerde gevangene dateren van 1 juli 1669, toen minister Louvois een gemaskerde gevangene toevertrouwde aan de zorg van Bénigne Dauvergne de Saint-Mars, gouverneur van de gevangenis van Pinerolo of Pignerol, toen een deel van Frankrijk.
Volgens de brief was de echte naam van de man Eustache Dauger en was hij gearresteerd in Duinkerke. Louvois droeg Saint-Mars op om hem op te sluiten in een cel met dubbele deuren om te verhinderen dat hij werd afgeluisterd. Dauger moest ook worden verteld dat hij onmiddellijk zou worden gedood als hij sprak over andere dan alledaagse zaken. Saint-Mars mocht Dauger slechts één keer per dag zien en hem van voedsel en andere behoeften voorzien. Maar aangezien de gevangene "slechts een bediende" was, zou hij – volgens Louvois – niet veel nodig hebben.
De eerste geruchten over de identiteit van de gevangene begonnen rond deze tijd al rond te gaan. Hoewel de legende verklaarde dat de gevangene het masker op elk moment droeg, is het waarschijnlijker dat hij alleen tijdens het vervoer werd gemaskerd – zoals wanneer hij van gevangenis naar gevangenis werd vervoerd – en als er gasten in de gevangenis waren.
Dauger werd niet altijd geïsoleerd van de andere gevangenen. De rijke en belangrijke gevangenen hadden gewoonlijk bedienden. Zo werd Fouquet bijvoorbeeld bediend door een bediende genaamd La Rivière. Omdat La Rivière vaak ziek was, gaf Saint-Mars toestemming dat Dauger bij gelegenheid optrad als bediende van Fouquet. In 1675 gaf Louvois toestemming voor een dergelijke regeling, de voorwaarden waren dat hij Fouquet slechts mocht bedienen indien La Rivière niet beschikbaar was en dat hij niemand anders mocht ontmoeten.
Tussen 1681 en 1698 werd Saint-Mars op verschillende posten benoemd en telkens werd de gemaskerde gevangene door hem meegenomen. Onder andere verbleven zij zes jaar in het fort van Exilles, in de toen nog Franse Piëmont, en 11 jaar in de speciaal voor dit doel gebouwde gevangenis op het bij Cannes gelegen eilandje Île Sainte-Marguerite. Op 18 september 1698 nam Saint-Mars zijn nieuwe post als gouverneur van de gevangenis de Bastille in en de gemaskerde gevangene kwam met hem mee. De gevangene werd geplaatst in een solitaire cel in de derde kamer van de toren Bertaudière. De onderdirecteur van de gevangenis, de Rosarges, was verantwoordelijk voor zijn voeding. De meeste details van de gemaskerde man (het ononderbroken dragen van een masker en preferentiële behandeling) komen van een luitenant du Junca van de Bastille.
De gevangene stierf op 19 november 1703 en werd de volgende dag begraven onder de naam van Marchioly. Al zijn meubilair en kleding werden, naar verluidt, daarna verbrand.

### Vivien de Bulonde
Het lot van de geheimzinnige gevangene en de omvang van de voorzorgsmaatregelen die zijn bewakers namen, leidden tot veel speculaties en veel legenden.
Eén voorbeeld dateert uit 1890 toen Louis Gendron, een Franse militaire historicus, een aantal gecodeerde brieven vond en ze aan Étienne Bazeries in de cryptografische afdeling van het Franse leger doorgaf. Na drie jaar slaagde Bazeries erin om sommige berichten in het Grote Geheimschrift van Lodewijk XIV te lezen. Een ervan verwees naar een gevangene en identificeerde hem als generaal Vivien de Bulonde. In een van de brieven die door François de Louvois werd geschreven werd verwezen naar de specifieke misdaad van de Bulonde.
De Bulonde was commandant van Franse troepen bij de belegering van Cuneo en toen hij bericht kreeg van vijandelijke troepen die uit Oostenrijk op weg waren gaf hij opdracht tot een haastige terugtrekking, daarbij zijn munitie en gewonden achterlatend. Lodewijk XIV was woedend en in een van de brieven gaf hij opdracht om hem "in de vesting in Pignerol te leiden alwaar hij in een cel en onder bewaking zal worden opgesloten, en om overdag alleen gemaskerd de muren te laten bewandelen". De data van de brieven passen bij de data van de oorspronkelijke verslagen over de man in het masker.
Sommigen geloven dat het bewijsmateriaal van de brieven betekent, dat er nu weinig behoefte meer is aan een alternatieve verklaring over de man in het masker. Andere bronnen zeggen dat de arrestatie van Bulonde geen geheim was en destijds gewoon in een krant werd gepubliceerd. Zijn dood is opgetekend in 1709, zes jaar na die van de man in het masker.
Er zijn bijna honderd theorieën geopperd alvorens het bestaan van de gecodeerde brieven breed bekend werd. De latere schrijvers hebben nog meer eigen theorieën daar aan toegevoegd, vaak opgesmukte versies van het originele verhaal die met details van verhalen van andere beroemde gevangenen worden gemengd.

## De legenden
Kandidaten voor de man met de verborgen identiteit zijn onder andere een Maarschalk van Frankrijk, een troonopvolger, of Richard Cromwell, of François de Vendôme, Graaf van Beaufort. Later hebben veel mensen, van Voltaire tot aan Benjamin Franklin, theorieën over de man in het masker naar voren gebracht.
In 1711 beweerde Elisabeth Charlotte van de Palts dat de man een verbannen Engelse edelman was die in het Fenwick-complot was betrokken geweest om Willem III van Oranje om te brengen.
Zowel aan Lodewijk XV als XVI is toegeschreven dat ze gezegd zouden hebben, dat de gevangene Ercole Antonio Mattioli was, minister van de hertog van Mantua. Mattioli was betrokken bij intriges van Lodewijk XIV in Italië en kon diens geheime onderhandelingen met hertog Karel III van Mantua voor de aankoop van een belangrijke grensvesting verraden. Hij werd geregistreerd onder een gevangenispseudoniem "Lestang".
Voltaire beweerde dat de gevangene een zoon was van kardinaal Mazarin en Anna van Oostenrijk en daarom een buitenechtelijke oudere halfbroer van koning Lodewijk XIV was. Hoe serieus hij daarbij was, is moeilijk te zeggen. Alexandre Dumas gebruikte deze theorie in zijn boek Vicomte de Bragelonne, maar maakte daar de gevangene een tweelingbroer. Het is dit boek dat voor de vier filmversies van het verhaal is gebruikt.
De revolutionaire jurist Roux Fazaillac verklaarde in 1801 dat het verhaal van de gemaskerde gevangene een samensmelting van het lot van twee afzonderlijke gevangenen was, de voornoemde Mattioli en een gevangengenomen bediende genaamd Eustache Dauger.
In 1801 dook er een legende op, die waarschijnlijk door voorstanders van Napoleon Bonaparte was gecreëerd, waarin de geheimzinnige gevangene de echte Lodewijk XIV zelf was en dat Mazarin hem vervangen had door een geschiktere kandidaat. De legende stelde ook dat hij in de gevangenis was gehuwd en een zoon had verwekt, die naar Corsica was uitgeweken om daar een van de voorvaders van Napoleon te worden. Dit is een mooi voorbeeld van een opzettelijk verspreid politiek gerucht.
In "de Man van het Masker" (1908) stelt Barnes dat James de la Cloche, een buitenechtelijke zoon van Charles II, de gemaskerde zou zijn. Hij zou de geheime tussenpersoon van zijn vader met het katholieke Hof van Frankrijk geweest zijn. Lodewijk kon hem gevangengenomen hebben, omdat hij te veel over Franse zaken met Engeland wist.
Andere voorgestelde kandidaten zijn James Scott, Hertog van Monmouth, (een andere buitenechtelijke zoon van Charles II), de Armeense patriarch Avedick en de toneelschrijver Molière.

### Romans
- Charles de Mouhy, Le Masque de fer, ou les Aventures admirables du père et du fils, 1746
- Jean-Joseph Regnault-Warin, L'homme au Masque de fer, 1804
- Paul L. Jacob, L'homme au Masque de fer, 1837
- Alexandre Dumas, Le Vicomte de Bragelonne, 1848-1850
- Patrick Bernauw, De komedianten van de Bastille, 2000

- In het Suske en Wiske verhaal De dolle musketiers speelt de man met het ijzeren masker ook een belangrijke rol.

### Films
Verscheidene films hebben als verhaal de geschiedenis van het ijzeren masker, en allemaal volgen ze de hypothese van de tweelingbroer van Lodewijk XIV :
- The Iron Mask, VS, stomme film, 1929, met Douglas Fairbanks, Marguerite de la Motte, Nigel De Brulier, Ulrich Haupt, William Bakewell
- The Man in the Iron Mask , VS, 1939, regisseur James Whale, met Louis Hayward
- Le masque de fer, Frans/italiaans, 1962, regisseur Henri Decoin, scenario Cécil Saint-Laurent en Gérald Devriès, met Jean Marais, Claudine Auger, Sylva Koscina, Jean Davy, Noël Roquevert
- The Man in the Iron Mask, een Britse televisieserie uit 1968
- The Man in the Iron Mask, televisiefilm, 1977, met Richard Chamberlain, Patrick McGoohan, Louis Jourdan
- The Man in the Iron Mask, UK/VS, 1998, regisseur Randall Wallace, met Leonardo DiCaprio, Jeremy Irons, John Malkovich, Gérard Depardieu